# Jezovi Inga
Jezovi Inga so locirani v zahodnem delu Demokratične republike Kongo, 210 kilometrov jugozahodno od Kinšase. V bližini so eni izmed največjih slapov na svetu - Inga. Tukaj pade reka Kongo 96 metrov globoko in ima pretok 42 476 m³/s.
Trenutno sta že zgrajena dva jezova Inga I ina Inga II, ki imata skupno kapaciteto  1775 MW. Zgrajena sta bila v času predsednika Mobutu Sese Seko kot del projekta Inga–Shaba.

## Razširitev
Načrti so za izgradnjo še dveh precej večjih hidroelekttričnih jezov Inga III in Velika Inga (Grand Inga).
Inga III bi imela nazivno kapaciteto 4500 MW. Precej večja Velika Inga bi generirala precej več in sicet 39 000 MW, kar bi prispevalo velik del energije na kontinentu Afrika.Povezana naj bi bila v zahodni električni koridor, ki bi povezoval Demokratično republiko Kongo, Namibijo, Angolo, Bocvano in Južno Afriko. Projekt naj bi financirala Svetovna banka, Afriška banka za razvoj, Evropska investicijska banka, JFPI korporacija in Južnoafriške električna podjetja. Cena projekta se ocenjuje na 80 milijard ameriških dolarjev.
Velika Inga bi sama proizvedla 250 TWh elektrike na leto. Afrika na leto porabi 550 TWh električne energije (600 kWh na prebivalca). Največ porabi Južna Afrika (42%), manj 5 severnoafriških držav (27%), vse druge afriške države pa samo 31% skupaj (77% opulacije.